# 撒普冰隆
撒普冰隆（英語：Tharp Ice Rise），是南極洲的冰隆，位於拉森冰架，處於范寧角以東28公里，長2.4公里，美國地質調查局根據美國海軍拍攝的空中照片繪入地圖，現時由南極條約體系管理。